# Navia colorata
Navia colorata är en gräsväxtart som beskrevs av Lyman Bradford Smith. Navia colorata ingår i släktet Navia och familjen Bromeliaceae. Inga underarter finns listade i Catalogue of Life.